# Sarkad vasútállomás
Sarkad vasútállomás egy Békés vármegyei vasútállomás, Sarkad településen, a MÁV üzemeltetésében. A városközponttól mintegy 1,5 kilométerre délkeletre helyezkedik el, közúti megközelítését a 4252-es útból kiágazó 42 345-ös számú mellékút biztosítja.

## Vasútvonalak
Az állomást az alábbi vasútvonalak érintik:
- Szeged–Kötegyán-vasútvonal

## Kapcsolódó állomások
A vasútállomáshoz az alábbi állomások vannak a legközelebb:
- Sarkadi Cukorgyár megállóhely (Szeged–Kötegyán-vasútvonal)
- Kötegyán vasútállomás (Szeged–Kötegyán-vasútvonal)

## Forgalom
| Járat        | Útvonal | Gyakoriság        |
| ------------ | --- | ----------------- |
| személyvonat | Békéscsaba – Fényes – Bicere – Gyula (– Gyulai városerdő) – József Szanatórium – Sarkadi Cukorgyár – Sarkad – Kötegyán – Méhkerék – Sarkadkeresztúr – Okány – Vésztő                                               | Kb. 2 óránként    |
| személyvonat | Békéscsaba → Fényes → Bicere → Gyula (→ Gyulai városerdő) → József Szanatórium → Sarkadi Cukorgyár → Sarkad → Kötegyán → Méhkerék → Sarkadkeresztúr → Okány → Vésztő → Szeghalom → Körösladány → Dévaványa → Gyoma | Napi 2 Gyoma felé |
| személyvonat | Békéscsaba – Fényes – Bicere – Gyula – József Szanatórium – Sarkadi Cukorgyár – Sarkad – Kötegyán – Salonta (Nagyszalonta)                                                                                         | Napi 1 pár        |